# 库尔特·亨泽尔
库尔特·威廉·塞巴斯蒂安·亨泽尔（Kurt Wilhelm Sebastian Hensel，1861年12月29日—1941年6月1日），德国数学家。

## 生平
亨泽尔在波恩及柏林学习数学，1884年在克罗内克指导下取得博士学位，1886年在柏林大学取得讲师资格。克罗内克去世后，他参与编辑其全集。1901年，任马尔堡大学教授，1930年退休。
亨泽尔在数学上的主要贡献是在代数数论方面。约在1899年，发现P進數。在《代数数论》（1908）和《数论》（1913）中系统地叙述了进数理论，并将它用于二次型的经典理论。这一工作导致赋值论以及局部域理论的发展。亨泽尔还是代数函数论的算术方向的开拓者，他与格奥尔格·兰茨贝格合著的《代数函数论》（1902）是这方面的经典著作。